# Weserrenässans

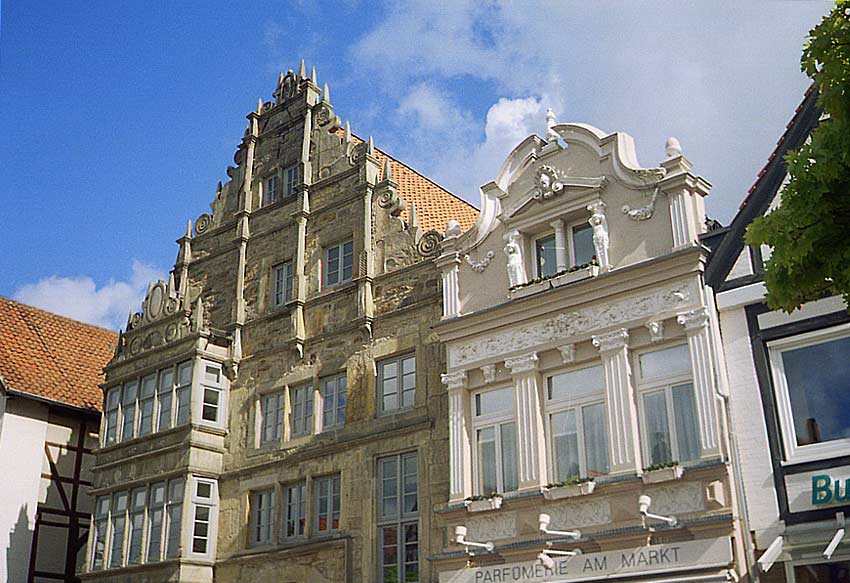
Den vänstra fasaden är ett exempel på Weserrenässans.

Weserrenässans är beteckningen för en viss arkitektonisk stil som växte fram i området kring Weser i Tyskland under 1500- och 1600-talet.
Under cirka 100 år, från och med 1520, så upplevde området kring Weser en ekonomisk blomstringsperiod då man lät bygga och restaurera ett stort antal slott, borgar, rådhus, större gårdar och bostadshus. Inom stilen byggde man både stenhus och korsvirkeshus och den innehåller vissa typiska stilistiska drag som bara ses i detta område som exempelvis vissa gavlar och burspråksliknande utbyggnader i marknivå.
Stilen är för övrigt eklektisk och skulle skildra de trender och tendenser som var populära under denna period i övriga Europa.